# Rue Beaurepaire (ancienne voie de Paris)
Pour les articles homonymes, voir Rue Beaurepaire.

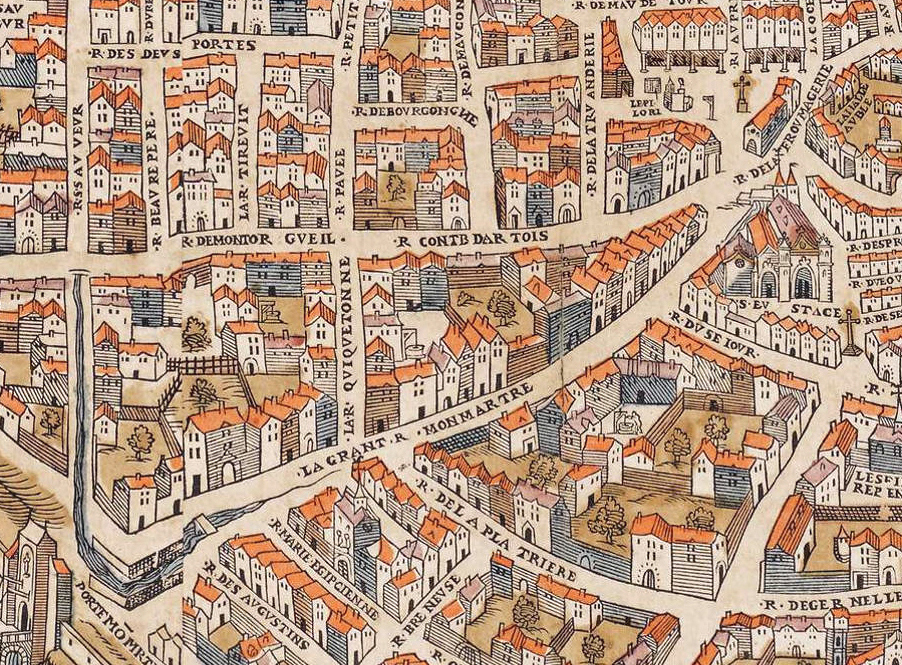
Ancienne rue Beaurepaire, Plan de Truschet et Hoyau, vers 1550

La rue Beaurepaire  est une ancienne rue qui était située dans l'ancien 5e arrondissement de Paris, qui a été absorbée lors de la restructuration de la rue Greneta en 1868.

## Origine du nom
Elle tire sa dénomination, « Beaurepaire » qui, dans l'ancien français, signifie « belle demeure », « belle retraite, ».

## Situation
La rue Beaurepaire, d'une longueur de 118 mètres, située dans l'ancien 5e arrondissement, quartier Montorgueil, commençait aux 9-11, rue des Deux-Portes-Saint-Sauveur et finissait aux 88-90, rue Montorgueil.
Les numéros de la rue étaient rouges. Le dernier numéro impair était le no 33 et le dernier numéro pair était le no 32.

## Historique
Cette voie est citée en 1205 sous le nom de via Bellus Lorus  puis en 1258 et 1275 sous celui de via qui dicitur Bellus Reditus. En 1313, on avait traduit ces noms latins par le nom français de « rue Beaurepaire ».
Elle est citée dans un manuscrit de l'abbaye Sainte-Geneviève de 1450 sous le nom de « rue Beaurepaire ».
Elle est citée sous le nom de « rue de Beaurepaire » dans un manuscrit de 1636 dont le procès-verbal de visite, en date du 22 avril 1636, indique qu'elle est « orde, boueuse, avec plusieurs taz d'immundices ».
Elle est indiquée sur le plan de Dheulland, de 1756, sous le nom de « rue du Beau Repaire ».
Une décision ministérielle du 29 nivôse an VIII (19 janvier 1800), signée L. Bonaparte et une ordonnance royale du 21 juin 1826 fixent la largeur de cette voie publique à 10 mètres.
Un arrêté du 2 avril 1868 réunit les rues du Renard Saint-Sauveur et Beaurepaire à la rue Greneta.